# Antarktiszi hojsza
Az antarktiszi hojsza (Thalassoica antarctica) a madarak (Aves) osztályának a viharmadár-alakúak (Procellariiformes) rendjébe, ezen belül a viharmadárfélék (Procellariidae) családjába tartozó Thalassocia madárnem egyetlen faja.

## Rendszertani besorolása
A viharmadárféléken belül a monotipikus antarktiszi hojsza és a szintén monotipikus rokonai, a galambhojsza (Daption capense) és a hóhojsza (Pagodroma nivea), valamint a nagytestű sirályhojszák (Fulmarus) és óriáshojszák (Macronectes) közös csoportba, azaz alcsaládi vagy nemzetségi szintre gyűjthetők össze.

## Előfordulása
A déli félteke kontinensein és szigetein költ, a telet a tengereken tölti. Legfőbb előfordulási területei a Ross- és a Weddell-tengerek.

## Megjelenése
A kifejlett madár feje, torka, háta és oldalai barna színűek. Csőre fekete, lábai sárgák. Testének alsó részei és szárnyainak hátsó részei fehérek. Szárnyhegyei fehér-barna tarkák.

## Életmódja
Az antarktiszi hojsza krillel, kisebb halakkal és kalmárokkal táplálkozik. Egyaránt táplálkozhat a felszínen és merülésközben is.

## Források

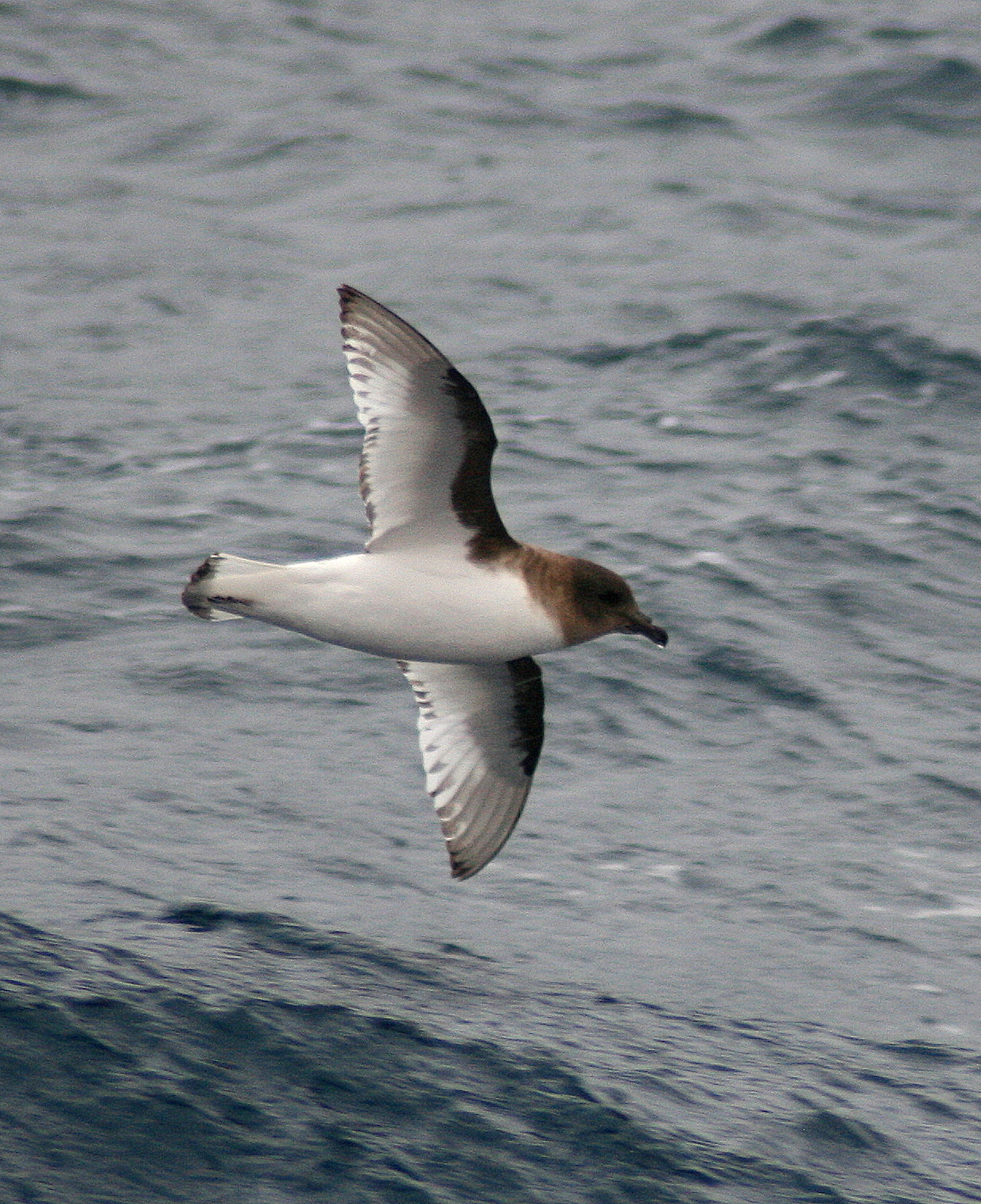
Hasi része és szárnyainak alsó fele fehérek

### Fordítás
- Ez a szócikk részben vagy egészben  az   Antarctic petrel című angol Wikipédia-szócikk ezen változatának fordításán alapul.  Az eredeti cikk szerkesztőit annak laptörténete sorolja fel. Ez a jelzés csupán a megfogalmazás eredetét és a szerzői jogokat jelzi, nem szolgál a cikkben szereplő információk forrásmegjelöléseként.